# Matthäus Quatember

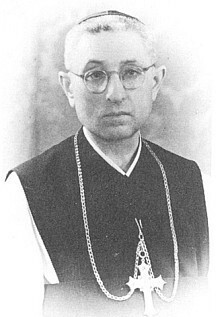
Abt Matthäus Quatember

Matthäus Quatember OCist (* 1. Mai 1894 in Sacherles, Südböhmen; † 10. Februar 1953 in Rom) war der 78. Generalabt des Zisterzienserordens.
Der gebürtige Böhme Gregor Quatember trat 1914 in das Zisterzienserstift Hohenfurth und am 26. Juli 1914 in das Noviziat ein. Er bekam den Ordensnamen Matthäus. Er studierte von 1915 bis 1919 Philosophie und Theologie am Canisianum zu Innsbruck. Nach seiner feierlichen Profess (4. August 1916) wurde Quatember am 22. Juni 1919 in Budweis zum Priester geweiht.
Zunächst wirkte er vier Jahre lang in der Pfarrseelsorge, bis er zu klösterlichen Ämtern und weiteren Studien abgestellt wurde. Er wurde zum Novizenmeister ernannt und zu weiteren Studien nach Prag, hierauf nach Rom an die Gregoriana, nach San Anselmo und an das Angelicum geschickt, wo er 1929 summa cum laude im Kirchenrecht promovierte.
1930 wurde er Professor der Aszetik am päpstlichen Athenäum Urbaniana, wo er 11 Jahre lang auch Kanonisches Recht lehrte. Er wurde Lehrer der christlichen Frömmigkeit für Generationen von Priestern aus Übersee, da die Universität in besonderer Weise den Missionen gewidmet war. Er gab die Lehrtätigkeit erst nach 20 Jahren mit seiner Wahl zum Generalabt auf; doch auch als Generalabt blieb ihm die Mission ein Anliegen: Ich habe das Bewusstsein, schrieb er einer Gruppe von Zisterzienserinnen in Bolivien, dass Gott von mir  verlangt, dass ich unserem hl. Orden die Richtung in die Missionen gebe. Das ist die große Mission, die ich als Generalabt des Ordens erfüllen muss.
Unter dem Pontifikat des Papstes Pius XI. (1922–1939) war er schon de facto zum Bischof von Leitmeritz bestimmt, aber die Indiskretion einer voreiligen Bekanntgabe nahm die damalige Regierung in Prag zum Anlass, die Wahl nicht zu bestätigen. 
Ab 1934 war er Generalprokurator des Ordens (1937 ausdrücklich gewählt), wurde er am 10. Dezember 1945 zum Titularabt von Clairvaux ernannt, am 25. März 1946 benediziert und im Jahr 1950 zum Generalabt. Sein Wahlspruch lautete: Servire Deo et Ordini – Gott und dem Orden dienen. Die große Errungenschaft seiner Amtszeit war der Bau eines repräsentativen Hauses für die Curia Generalis Ordinis Cisterciensis in Rom am Aventin (Piazza del Tempio di Diana, 14). Er liegt im Zisterzienserkloster Poblet (Katalonien) begraben.